# Ruimtepak

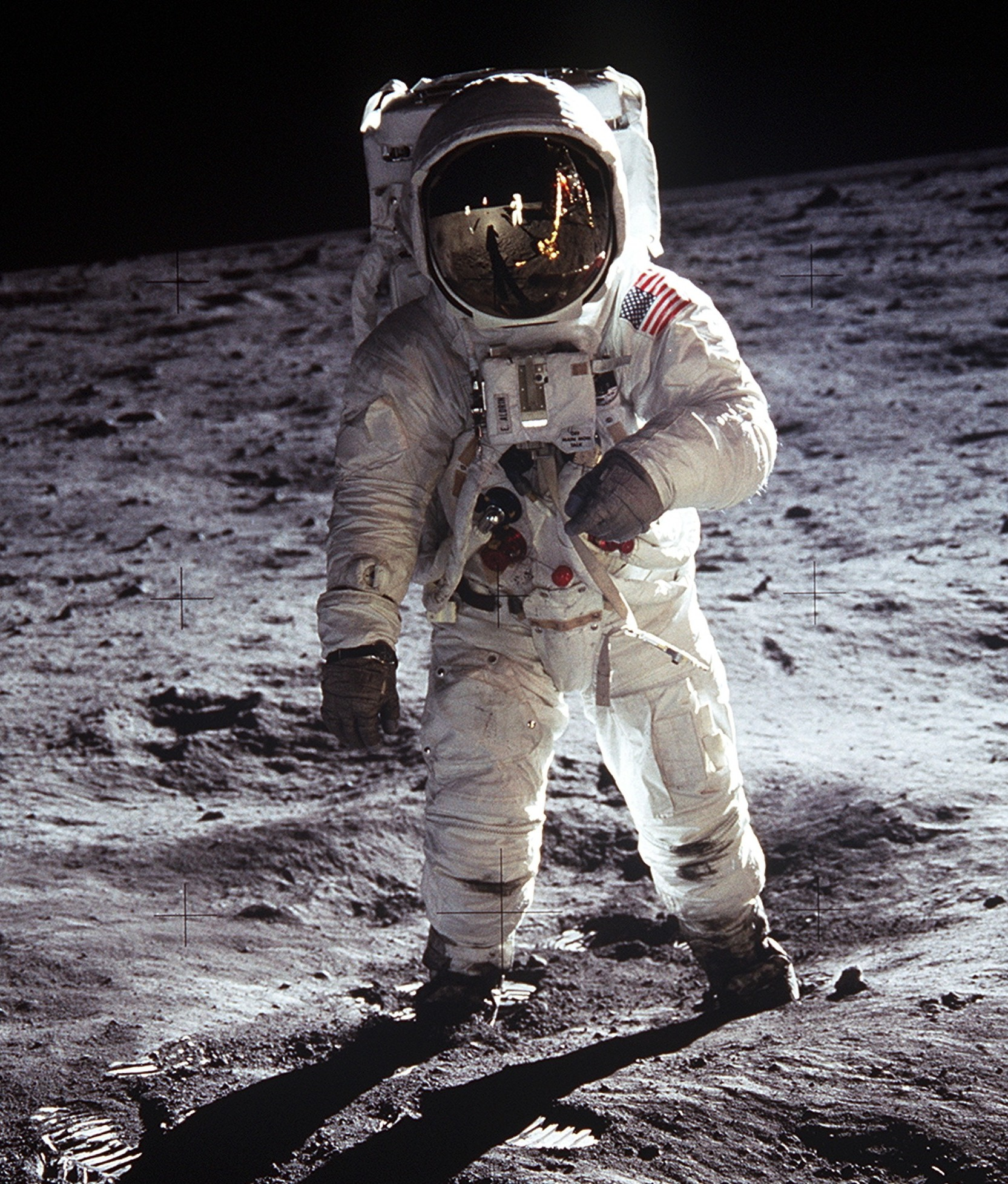
Buzz Aldrin draagt een A7L ruimtepak op de maan.

Een ruimtepak is een speciaal pak dat ruimtevaarders moeten dragen. Er zijn twee soorten ruimtepakken. De ene soort is bedoeld om in het ruimteschip te dragen tijdens de lancering en terugkeer of bij andere gevaarlijke situaties waarbij de zuurstof of luchtdruk zou kunnen wegvallen. De andere soort is het zogenaamde EVA Suit dat is bedoeld voor wanneer ruimtevaarders zich buiten de drukcabine begeven, in de ruimte of op het oppervlak van de maan of een planeet.
De ruimte buiten de aardse atmosfeer is uiterst vijandig. Er is geen luchtdruk en geen zuurstof om in te ademen.
Meteorieten vormen een risico en de temperaturen kunnen extreem zijn.

## Uitvoering
In de tijd dat ruimtevaart nog fantasie was, stelde men zich een ruimtepak wel voor als een lichte, luchtdichte overall met een glazen helm.
Er werd zelfs door sommigen verondersteld dat een duikpak bruikbaar was, maar een duikpak is niet bestand tegen het verschil in luchtdruk.
Een echt ruimtepak is een zwaar en log geheel. Het bestaat uit een onderpak, dat met water gekoeld wordt, met daarover een drukpak. Dit drukpak zorgt voor de ademlucht en het beschermt niet alleen tegen de drukverschillen, maar ook tegen zonlicht, straling en kleine meteorieten. Tevens onderdeel van het ruimtepak zijn een helm met een vizier en luchtdichte sluiting en een rugzak, waarin ademhalingsapparatuur en koelwater voor het onderpak zit.
Een ruimtepak is altijd voorzien van een radiozender en -ontvanger. In het luchtledige plant geluid zich niet voort, zodat de radio de enige manier is om met elkaar te kunnen praten. Extra voordeel is dat de radio ook op grotere afstanden werkt. De ruimtevaarder kan dus vanuit zijn ruimtepak praten met een collega die ver weg is.
Voor het Commercial Crew-programma ontwierpen NASA's commerciële partners ruimtepakken voor hun eigen ruimteschepen. In 2017 presenteerde Boeing het ruimtepak dat door de ruimtevaarders in de Starliner gebruikt zal worden. Door gebruik van nieuwe technieken zoals luchtdichte ritsen in plaats van koppelringen is dit een veel lichter drukpak dan de pakken van de Space Shuttle en de Sojoez. Door dunnere maar zeer sterke materialen te gebruiken is de warmte-isolatie van dit pak dusdanig beperkt dat er ook geen koelinstallatie nodig is. SpaceX gaf in de zomer van 2017 een eerste foto van hun ruimtepak vrij. Dit drukpak wordt in de Dragon 2 gedragen, is nauwsluitend en heeft een zeer futuristische uitstraling. Bij het esthetische gedeelte van dit ontwerp werd de hulp van de filmkledingontwerper José Fernández ingeroepen. Overigens is het ruimtepak van SpaceX in de praktijk iets minder nauwsluitend dan bij de presentatie werd gesuggereerd.
Sinds 2022 werkte SpaceX aan een EVA-pak dat in de zomer van 2024 voor het eerst wordt gebruikt tijdens de private ruimtevlucht Polaris Dawn.  Dit pak is een doorontwikkeling van het IVA-pak dat SpaceX reeds in gebruik heeft. Deze nieuwe ruimtepakken zouden op den duur ook een oplossing voor NASA kunnen zijn. De EVA-pakken in het ISS zijn ruim 30 jaar oud en door hun ouderdom extra onderhoudsintensief geworden. In december 2022 kreeg een team onder leiding van Collins Aerospace, onderdeel van Raytheon Technologies, een contract van NASA ter waarde van 97,2 miljoen dollar voor de ontwikkeling van een nieuw EVA-ruimtepak voor ruimtewandelingen buiten het internationale ruimtestation (ISS).
Voor het Artemisprogramma laat NASA twee concurrerende EVA-pakken ontwikkelen die geschikt zijn voor op de Maan. Het ene pak wordt door Collins ontwikkeld en het andere door Axiom Space.

## Andere planeten
Tot heden zijn ruimtevaarders niet verder geweest dan de vrije ruimte en de maan.
Komen ze op een andere planeet, waar wellicht een atmosfeer is, dan worden er andere eisen gesteld aan het ruimtepak.
Is de atmosferische druk voldoende, de temperatuur dragelijk en het gas niet agressief of giftig, dan kan men zelfs volstaan met een zuurstofmasker.

## Drukcabine
Alle ruimteschepen zijn voorzien van een drukcabine die voor de bescherming zorgt.
Daarbinnen hoeft dus geen ruimtepak te worden gedragen.
Desondanks geeft men er thans de voorkeur aan tijdens speciale manoeuvres een ruimtepak te dragen.
Men denkt daarbij aan de ramp met de Sojoez 11, toen tijdens de landing de druk in de cabine wegviel, waardoor de drie kosmonauten omkwamen.

## Luchtsluis
Grote ruimtevaartuigen en ruimtestations hebben een luchtsluis.
Het is daardoor mogelijk dat iemand de cabine verlaat zonder dat de druk in de cabine wegvalt.
De oudste ruimtevaartuigen (waaronder de maanlanders van het Apolloprogramma) maar ook betrekkelijk kleine nieuwe Amerikaanse ruimtecapsules (Starliner, Crew Dragon en Orion) hebben geen luchtsluis.
Hier is het dan ook nodig dat alle ruimtevaarders een ruimtepak aantrekken voordat het luik geopend wordt.